# Il grugnito dell'aquila
Il grugnito dell'aquila (First Family) è un film comico satirico americano del 1980 con Bob Newhart, Madeline Kahn, Gilda Radner, Harvey Korman, Rip Torn, Austin Pendleton, Fred Willard e Richard Benjamin. È il secondo e ultimo film scritto e diretto da Buck Henry dopo il precedente Il paradiso può attendere.

## Trama
Manfred Link è il presidente degli Stati Uniti. Lui e la sua sempre eccentrica First Lady hanno una figlia di 28 anni e affamata di sesso di nome Gloria. Il presidente è circondato da un numero di eccentrici membri dello staff e alleati, tra cui il vicepresidente Shockley, l'ambasciatore Spender, il segretario stampa Bunthorne e un assistente presidenziale di nome Feebleman. È inoltre consigliato dal generale Dumpston, presidente del Joint Chiefs of Staff.
L'amministrazione presidenziale ha bisogno del sostegno della nazione (fittizia) africana dell'Alto Gorm per un voto imminente ed egli si deve occuparsi di Longo, l'ambasciatore delle Nazioni Unite di quel paese. Sfortunatamente però essa riesce a trovare solo un americano che sa parlare la lingua gormese superiore, un uomo di nome Alexander Grade. Per quanto riescano a capirlo, il sovrano di Upper Gorm vuole, in cambio, un certo numero di americani inviati nella sua terra in modo che il suo paese, come gli Stati Uniti, sappia com'è avere una minoranza oppressa. Gloria viene rapita e gli americani vengono trasportati in Africa come schiavi.